# Chiesa emergente
La chiesa emergente è il fenomeno, osservabile soprattutto nell'ambito delle chiese evangeliche anglosassoni negli ultimi 20 anni, della formazione di comunità cristiane che hanno intenzionalmente assunto la cultura postmoderna. Per raggiungere questo obiettivo si evidenzia un intenso lavoro di de-costruzione e ri-costruzione del complesso della tradizione cristiana che viene chiamato conversazione.
Nonostante il fatto che oggi ci sia più consapevolezza da parte sia di chi vi partecipa sia degli osservatori, intenzionalità nel costituire nuove comunità con pari caratteristiche, caratteri comuni ricorrenti, emittente televisiva, pubblicazioni, siti, persino una organizzazione: Emergent Village ed alcune comunità siano l'espressione di chiese denominazionali, per sua natura la chiesa emergente non è organizzata nelle forme tradizionali, ma ha assunto una forma "liquida".
Per la sua natura evolutiva e decentralizzata, il concetto di chiesa emergente non può ancora descrivere un vero e proprio movimento religioso. Si tratta piuttosto di una tendenza del protestantesimo occidentale contemporaneo.
L'intento dichiarato della chiesa emergente è di creare comunità dove la fede possa essere vissuta in modo più autentico che nei modelli ereditati dalla tradizione cristiana. Essa non intende essere un metodo di evangelizzazione, ma un modello di autenticità di fede personale e comunitaria.

## Differenza dalle forme ecclesiali classiche
La chiesa emergente si distingue dalle forme ecclesiali classiche in tre modi:

### Il culto
La chiesa emergente aspira ad un culto autentico, contestuale e comunitario.
Tratti caratteristici evidenti del culto emergente sono la creatività, la sperimentazione, l'esperienzialità, la sensorialità, la partecipazione, il movimento.
Essa ha dedicato ampio spazio alla riflessione teologica, estetica e antropologica su ciò che si fa quando la comunità si incontra, giungendo a risultati dialettici.
Da un lato il linguaggio, gli atteggiamenti e l'atmosfera tendono ad essere non convenzionali e più liberi anche per una chiesa evangelica; dall'altro gli elementi liturgici tendono a riprendere il loro spazio rispetto alla centralità della predicazione tipica del protestantesimo; il pulpito ha conseguentemente perso la posizione centrale, più alta e di fronte rispetto alle panche; c'è un intenso e sapiente uso di incensi, candele, illuminazione; un convinto uso dell'arte e un maggiore uso del linguaggio del corpo e dei gesti liturgici.
La chiesa emergente da un lato recupera tutti quegli elementi del sacro e del rituale che le chiese evangeliche hanno man mano abbandonato, ma dall'altro ingloba anche tutti gli elementi tecnologici forniti dalla modernità.
Il culto emergente è multimediale e multisensoriale.

### La coorte
Nella chiesa emergente il piccolo gruppo è l'elemento ecclesiologico primario.
Si può dire che la chiesa effettiva sia il piccolo gruppo o cellula. La cellula (che negli USA viene preferibilmente chiamata Cohort) è l'elemento propulsivo e centrale della missione; è il luogo dove si svolge il culto, la cura pastorale comunitaria, lo studio della Bibbia. Le coorti spesso hanno anche un incontro comune domenicale più tradizionale, ma è chiaro che l'epicentro della vita comunitaria è il piccolo gruppo. La coorte è organizzata sul modello dei rapporti familiari, essa è il luogo di rapporti amichevoli, di organizzazione della prassi cristiana, di sostegno nelle difficoltà. Nella coorte, per usare la terminologia teologica, si vive la koinonia.

### La missione
La chiesa emergente è diversa nell'approccio missionario e nel modo di fondare chiese.
L'approccio alla missione della chiesa emergente, piuttosto che chiamare le persone in chiesa, consiste nell'andare da chi si vuole raggiungere. La chiesa non è il luogo, ma i credenti che la formano, quindi essa è in grado di essere presente ovunque e di prendere forme diverse, anche culturalmente, da quelle tradizionali.
Tre principi caratterizzano il pensiero missionario della chiesa emergente:
1. La missione è partecipare, con Dio, alla sua opera nel mondo. Dio opera nel mondo, la chiesa si fa trovare lì dove egli agisce.
2. La missione è partecipare alla comunità dove avviene l'opera redentiva di Dio. La chiesa è la comunità attraverso la quale Dio opera e nella quale si manifesta la credibilità dell'Evangelo.
3. La missione è partecipare alla complessiva opera redentiva di Dio nel mondo. Essa riguarda non solo l'anima, ma tutta la persona umana, il creato e la società.

Secondo un pensiero diffuso nella chiesa emergente, l'accoglienza dell'Evangelo non corrisponde e non implica l'accettare la forma di chiesa che l'ha incarnata sinora. Quindi, nel fondare nuove chiese, la preoccupazione fondamentale è di trovare l'espressione di chiesa più appropriata per coloro che non hanno un rapporto con la chiesa.

## Un fenomeno variegato
Nonostante queste caratteristiche comuni, la chiesa emergente è molto variegata. Il riferimento alla cultura postmoderna può significare infatti cose molto diverse. In quest'ambito si evidenziano tre approcci:
- Alcuni vedono la cultura post-moderna intrisa di relativismo morale e incapace di comprendere la realtà del mondo. Secondo questo approccio il compito della chiesa è di liberare chi vive in questa cultura.
- Altri vogliono ingaggiare il confronto con chi vive nella cultura post-moderna, secondo questo approccio la chiesa deve accettare la cultura post-moderna come un dato di fatto nel quale esprimere la propria missione.

La maggior parte delle comunità cristiane emergenti ricade in queste due categorie. Queste non negano la verità di Gesù Cristo o della Bibbia.
- Le più controverse sono quelle comunità che hanno deciso di svolgere la loro missione cristiana accettando i termini culturali postmoderni: la verità assoluta non è conoscibile o, almeno, non è conoscibile in modo assoluto. Queste affermano che la verità è condizionata dal contesto e che ogni affermazione dottrinale rischia di costruire una immagine di Dio; l'attaccamento ai sistemi dottrinali induce la chiesa a cadere nell'idolatria del culto delle immagini.

## Voci critiche
La chiesa emergente è una tendenza molto controversa del protestantesimo occidentale. Sin da quando ha acquistato una certa visibilità in Inghilterra e soprattutto negli Stati Uniti, essa ha suscitato preoccupazione e opposizione. I critici della chiesa emergente provengono in larghissima parte dalle file dell'evangelicalismo conservatore e neo-fondamentalista americano. Nonostante la grande varietà delle tendenze rappresentate dalla chiesa emergente, sono sorte alcune caratteristiche distintive comuni che hanno suscitato la perplessità di alcuni osservatori.
- In particolare viene rilevato un tono retorico, polemico, ipercritico e poco costruttivo proprio nei confronti della tradizione, soprattutto evangelica, dalla quale in gran parte queste comunità provengono.
- Alcuni lamentano che la tendenza a de-costruire la tradizione evangelica e persino i testi biblici, risulta poi nella ri-costruzione di dottrine e posizioni morali inaccettabili.
- Per molti osservatori più conservatori alcuni punti di vista su dottrine centrali quali la giustificazione per fede, l'espiazione tramite il sangue di Cristo e l'Inferno non sono pienamente ortodosse.
- Altri contestano che la chiesa emergente nasconda un maggiore interesse verso le questioni politiche che verso quelle spirituali.
- In ultimo, la spiritualità delle chiese emergenti, accogliendo elementi provenienti da varie tendenze non solo del cristianesimo, ma anche delle religioni orientali, viene ritenuta da alcuni critici sincretistica.